# Pará (velejador)
Carlos Eduardo Figueiredo, mais conhecido como Pará, foi um velejador e consultor náutico. Ele foi o primeiro velejador brasileiro a dar a volta ao mundo de veleiro de bandeira brasileira com tripulação. 
A viagem partiu do Rio de Janeiro a bordo de seu veleiro El Milagro, em abril de 1977 e retornando em junho de 1980. A tripulação de saída constava do capitão Pará, sua companheira Lúcia, o amigo João Paulo Holzmeister e mais um tripulante. 

## Viagem de volta ao mundo em veleiro

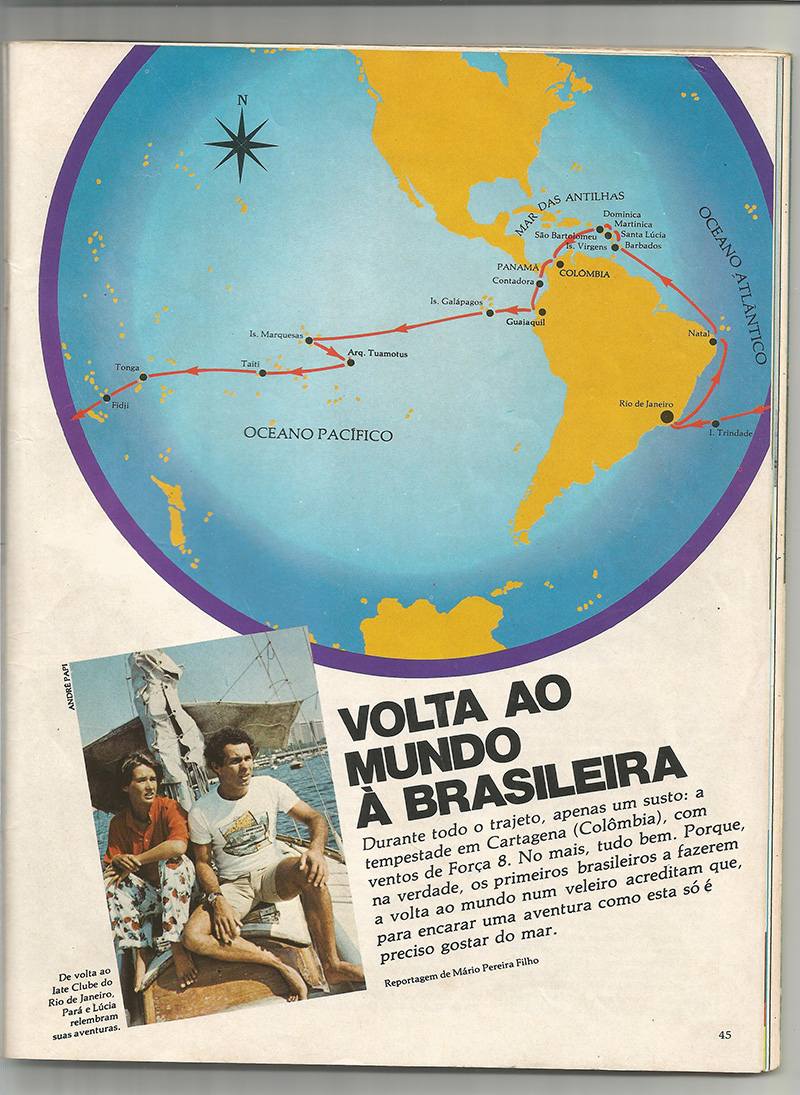
Reportagem da viagem de volta ao mundo de Carlos Eduardo Figueiredo. Primeira página

O trajeto realizado prezava a navegação pelas latitudes tropicais. Assim, partindo do Rio de Janeiro, subiram a costa brasileira até Natal, seguindo posteriormente para o Caribe (passando pelas Ilhas de Barbados, Santa Lúcia, Martinica, Dominica, São Bartolomeu, Ilhas Virgens), Colômbia, para depois atravessar o Canal do Panamá , e entrar no Oceano Pacífico em direção ao Ecuador (Guaiaquil). 
Dali, rumando para o Arquipélago de Galápagos, foram para a Polinésia Francesa (Ilhas Marquezas), Arquipélago dos Tuamotus, Taiti, Tonga, Fidji, Austrália (Brisbane) e subiram a costa pela Grande Barreira de Corais até o Estreito de Torres , que liga o Oceano Pacífico ao Oceano Índico.

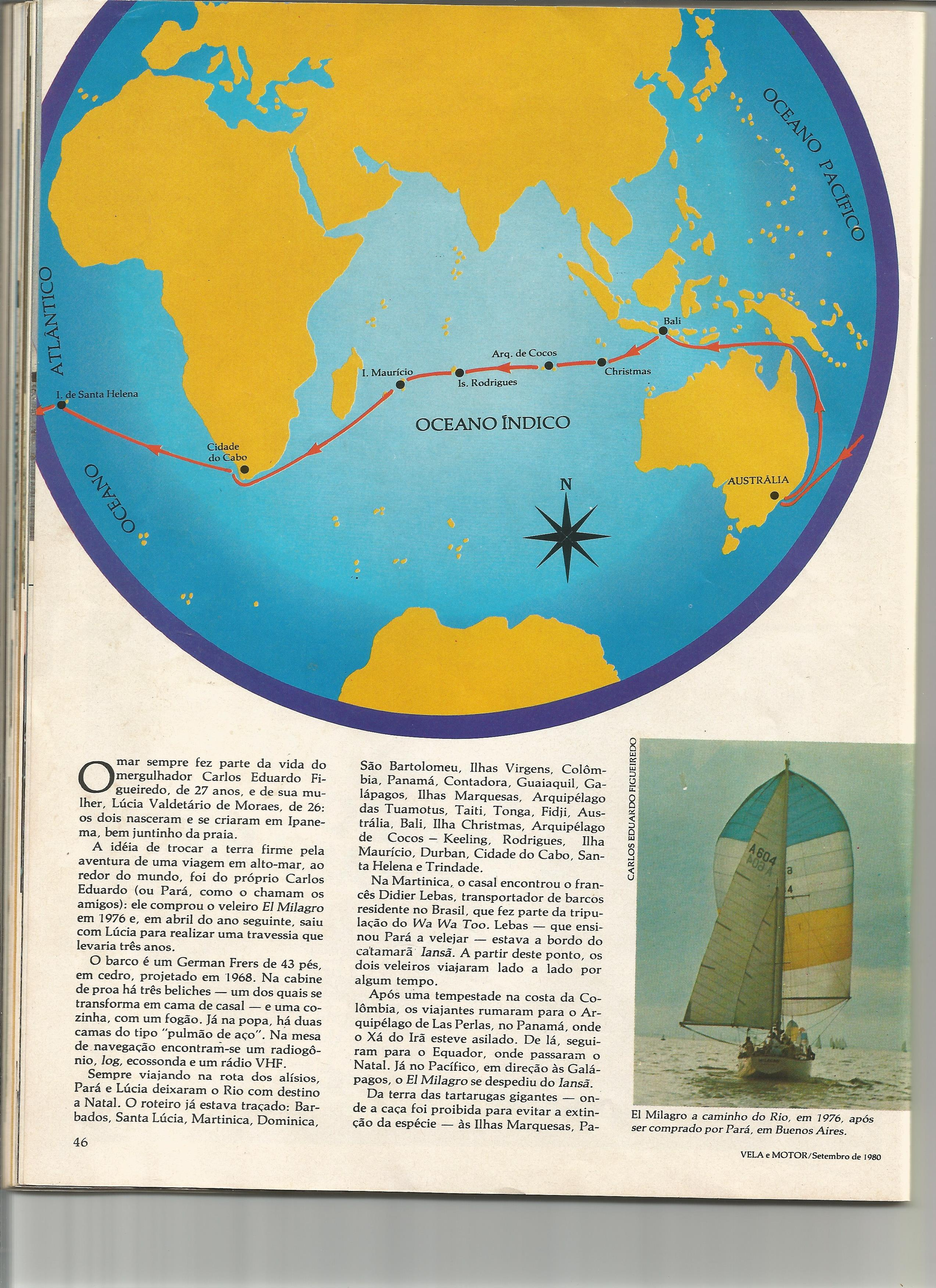
Reportagem da viagem de volta ao mundo de Carlos Eduardo Figueiredo - Página 2

Após, prosseguiram para a Ilha de Bali (Indonésia), e posteriormente para Ilha Christmas, Arquipélago de Cocos, Ilhas Rodrigues, Ilha Maurício, passando por Durban e voltando ao Oceano Atlântico para a Cidade do Cabo . O caminho de retorno ao Rio de Janeiro foi realizado via Ilha de Santa Helena e Ilha de Trindade, atracando no cais do Iate Clube do Rio de Janeiro em junho de 1980, assim finalizando a viagem de volta ao mundo. 

## Notícias em Jornais
A viagem de Pará alcançou certa repercussão na mídia brasileira, recebendo destaque em revistas e jornais, como a revista Vela e Motor, Iate Clube, jornal O Globo, dentre outros . Segue abaixo algumas imagens de reportagens na Revista Vela e Motor da embarcação com seus tripulantes.

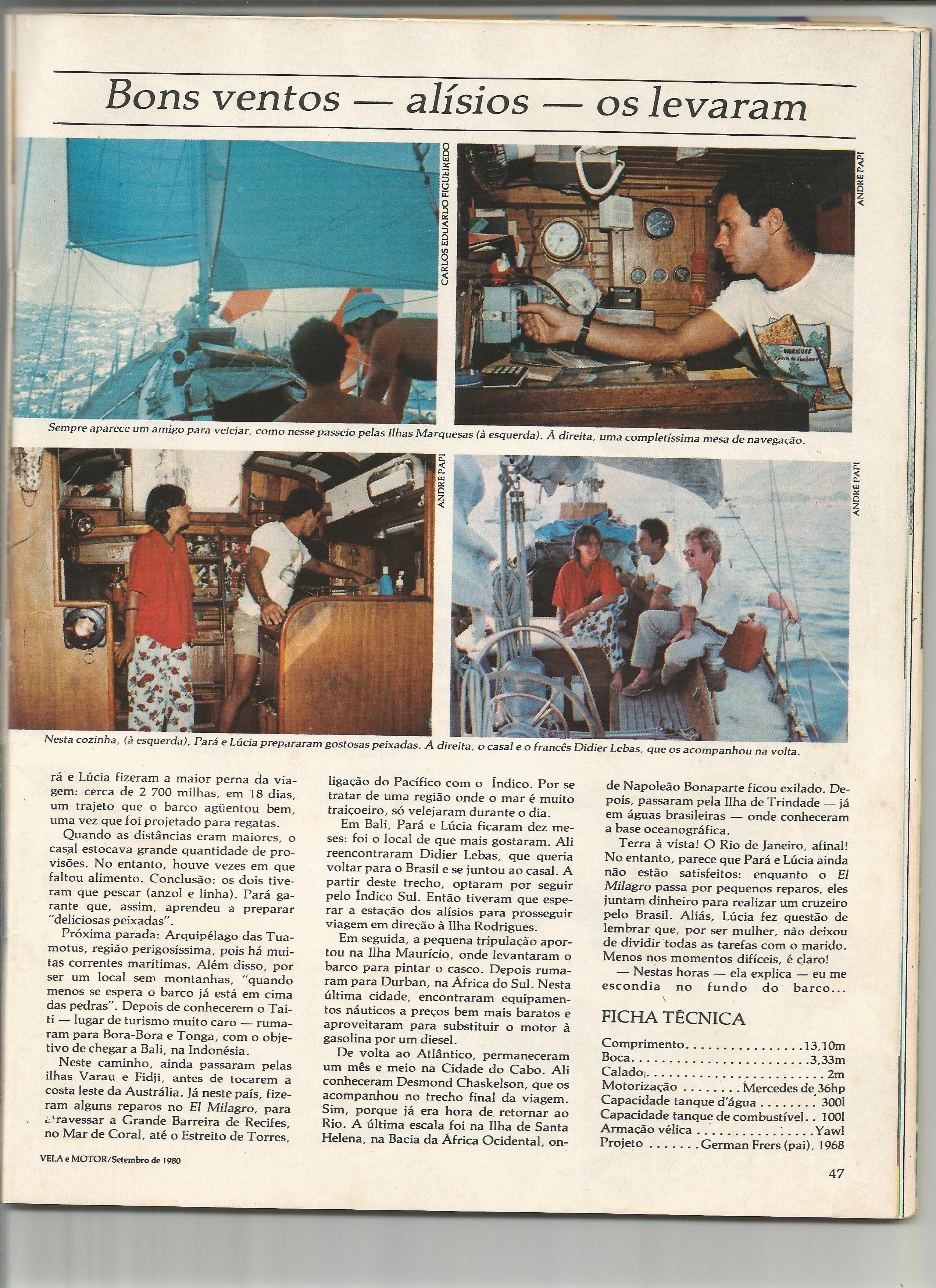
Reportagem da viagem de volta ao mundo de Carlos Eduardo Figueiredo - Página 3